# Lille Allan – den mänsklige antennen
Lille Allan – den mänsklige antennen (danska: Lille Allan - den menneskelige antenne) är en dansk animerad film från 2022 i regi av Amalie Næsby Fick efter ett manus av Thomas Porsager och Amalie Næsby Fick.
Filmen hade biopremiär i Sverige den 5 augusti 2022, utgiven av Folkets Bio.

## Handling
Allans föräldrar ska skiljas, och Allan har flytta in med sin pappa i ett hyreshus i en annan stad. Allan har långtråkigt under sommarlovet tills Allan blir kompis med sin UFO-besatte granne Helge. Helge övertygar Allan att linda in sig i folie och ställa upp som antenn för att locka till sig utomjordiska rymdfarkoster. Det lyckas och utomjordingen Majken nödlandar där.

## Rollista
- Louis Næss-Schmidt – Allan
- Anders W. Berthelsen – Allans far
- Sara Fanta Traore – Allans mor
- Nicolaj Kopernikus – Bjarne
- Peter Frödin – privatsamlaren
- Bodil Jørgensen – fröken Pind
- Jesper Christensen – Helge
- Peter Frödin – Kirsten
- Sofie Torp – Majken

### Svenska röster
- Erik Norgren – Lille Allan
- Viva Östervall Lyngbrant – Majken
- Bengt Järnblad – Helge
- Kristian Ståhlgren – pappa
- Cecilia Wrangel Skoug – mamma
- Annica Smedius – gammal tant
- Claudia Galli Concha – Kristin
- Gustav Levin – programledare
- Jasmine Heikura – Margott
- Alexander Kantsjö – Laurits
- Erik Almén – Bjarne
- Jasmine Heikura – Robotröst
- Gustav Levin – Godsägare
- Annica Smedius – Fröken Kvist
- Christer Fant – Palle
- Annica Smedius – Datorröst

- Röstregi – Kristian Ståhlgren
- Översättare – Alexander Kantsjö
- Inspelningstekniker – Mattias Söderberg
- Mixtekninker – Jess Wolfsberg
- Studiochef – Fredrik Sarhagens
- Svensk version producerad av Cineast Dub AB[6]